# Оссо-и-Сервельо, Генрих де

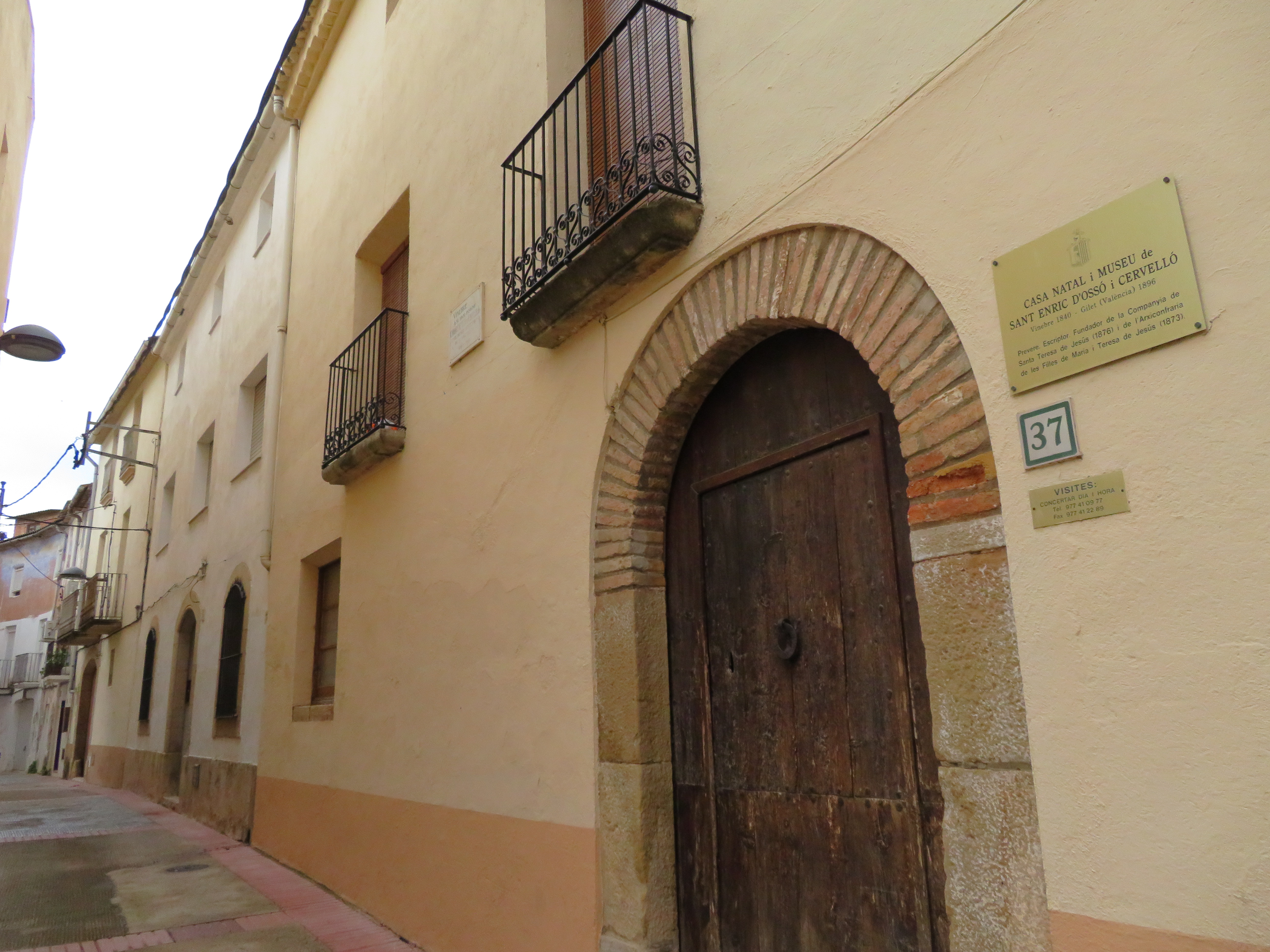
Музей и место рождения Дона Энрике де Оссо и Сервельо

Генрих де Оссо-и-Сервельо (исп. Enrique de Ossó y Cervelló, 16 октября 1840[…], Винебре — 27 января 1896[…], Хилет) — святой Римско-католической церкви, священник, основатель Общества святой Терезы Иисуса (STJ).

## Биография
Генрих де Оссо-и-Сервельо родился в Винебре, в провинции Таррагона в Каталонии, в Испании 16 октября 1840 года в семье зажиточных крестьян Хайме де Оссо и Микаэлы Сервельо. В юности он почувствовал призвание к священству. В этом его поддержала мать, но отказался благословить отец.
В 12 лет Генриха отправили к родственнику в Квинто де Эрбо, чтобы он обучился ремеслу ткача. Мальчик серьезно заболел и, после своего выздоровления, вернулся обратно домой, по пути остановившись в Санктуарии Пресвятой Девы Марии Пилар (Столбовой), поблагодарить за своё исцеление.
В 1854 году, заразившись холерой, скончалась мать Генриха. Его снова отправили в Реус работать подмастерьем у ткача. Но он укрылся в монастыре Монтсеррат. Наконец, отец смирился с призванием сына, и Генрих поступил в семинарию в Тортосе, затем продолжил обучение в семинарии в Барселоне, по завершении которого 21 сентября 1867 года его рукоположили в священники. Ещё семинаристом он получил прозвище «гениального катехиста».
Руководствуясь духовным опытом святой Терезы Иисуса, основал Архибратство Терезиан, члены которого занимались изданием церковной и духовной литературы. Он был духовником, проповедником, катехистом молодёжи и вдохновителем внутрицерковного евангельского движения.
В 1873 году им была основана Ассоциация девушек католичек дочерей Марии и святой Терезы Иисуса. В 1876 году он основал Общество святой Терезы Иисуса (STJ) — женскую монашескую конгрегацию с целью христианизации общества через повышение уровня образования женщин и детей. Этот институт получил одобрение понтифика в 1877 году, и сегодня сестры продолжают своё служение в странах Европы, Африки и Америки.
Генрих де Оссо-и-Сервельо был одним из первых церковных публицистов. Им был основан журнал «Святая Тереза Иисуса», издававшийся во многих странах Европы и Америки.
Скончался он в монастыре Святого Духа в Хилет, в провинции Валенсия в Испании 27 января 1896 года. Его мощи были перенесены в часовню Миссионеров Терезиан в Тортоне в июле1908 года.

## Почитание
Генрих де Оссо-и-Сервельо был причислен к лику блаженных папой Иоанном Павлом II 14 октября 1979 года в Риме, и канонизирован им же 16 июня 1993 года в Мадриде.
Литургическая память ему отмечается 27 января.